# Trilobopsis roperi
Trilobopsis roperi är en snäckart som först beskrevs av Henry Augustus Pilsbry 1889.  Trilobopsis roperi ingår i släktet Trilobopsis och familjen Polygyridae. Inga underarter finns listade i Catalogue of Life.